# Red Hat Linux
Red Hat Linux, creata dalla Red Hat, è stata una distribuzione Linux, cioè un sistema operativo basato su GNU/Linux, sviluppata dal 1995 al 2004. I suoi successori sono: Red Hat Enterprise Linux orientato alle esigenze delle aziende e dotato di supporto commerciale, e Fedora dotato di software più recente e sviluppato dalla comunità di volontari. Il celebre gestore di pacchetti RPM, adottato da diverse distribuzioni come SUSE Linux e Mandriva, fu sviluppato appositamente per Red Hat Linux e originariamente chiamato appunto Red Hat Package Manager.
La distribuzione Red Hat Enterprise Linux segue cronologicamente quella di Red Hat Linux.

## Storia
La prima versione di Red Hat Linux fu distribuita a maggio del 1995 (si considera qui la versione non "Beta"). L'ultima versione di Red Hat Linux è la versione 9, nome in codice Shrike, del 31 marzo 2003.
Nel 2003, Red Hat ha interrotto lo sviluppo e la distribuzione di Red Hat Linux in favore di Red Hat Enterprise Linux (RHEL) per gli ambienti aziendali (il già citato mercato business) e di Fedora, per un uso più vicino a quello domestico.

## Caratteristiche
Red Hat è stata la prima distribuzione ad utilizzare il formato RPM (Red-Hat Package Manager) come sistema di gestione dei pacchetti. Nel tempo è servita come punto di partenza per molte altre distribuzioni. Oggigiorno il ricorso al RPM non è sufficiente perché occorre rispettare le dipendenze che un pacchetto in formato rpm ha nei confronti di altri pacchetti. Questo è un problema noto di tutte le distribuzioni Linux. RPM è quindi utilizzato in abbinamento a YUM.
Le novità principali della distribuzione Red Hat sono due:
1. La più importante riguarda la commercializzazione del prodotto che rappresentò la possibilità di diffondere il software Red Hat anche ad altri destinatari che non erano stati presi in considerazione in precedenza.
2. Riguarda la struttura degli aggiornamenti della distribuzione. Come spiega lo stesso «inventore», Marc Ewing: «Prima della comparsa di Red Hat nessuno aveva mai pensato all'aggiornamento di ogni nuova distribuzione di GNU/Linux; ogni volta bisognava reinstallare ed era un notevole svantaggio. Anche l'aggiornamento incrementale della macchina era un'operazione difficile».

Vi sono ulteriori caratteristiche di Red Hat Linux meritevoli di essere qui riportate.
A partire da Red Hat Linux 7.0 è stato per esempio abilitato il supporto UTF-8 come metodo di codifica dei caratteri per il sistema.
A partire dal Red Hat Linux 9.0 è stato abilitato il supporto per la Native POSIX Thread Library.

## Versioni

### Versioni di Red Hat Linux
Vengono nel seguito riepilogate alcune delle versioni di Red Hat Linux uscite nel tempo.

| Versione                             | Tipo    | Data di uscita     | Note                          |
| ------------------------------------ | ------- | ------------------ | ----------------------------- |
| N/a (Preview)                        | Test    | 29 luglio 1994     | 1.1.8 (dev)                   |
| Red Hat Linux 0.9 (Halloween)        | Beta    | 31 October 1994    | 1.0.9 (stabile) 1.1.54 (dev)  |
| Red Hat Linux 1 (Mother's Day)       | Stabile | Maggio 1995        | 1.2.8                         |
| Red Hat Linux 1.1 (Mother's Day+0.1) | Bug fix | Agosto 1995        | 1.2.11 1.2.13                 |
| Red Hat Linux 2 (-)                  | Stabile | Settembre 1995     | 1.2.13-2                      |
| Red Hat Linux 2.1 (Bluesky)          | Bug fix | 23 novembre 1995   | 1.2.13 (stabile) 1.3.32 (dev) |
| Red Hat Linux 3.0.3 (Picasso)        | Stabile | 1º maggio 1996     | 1.2.13                        |
| Red Hat Linux 3.9 (Rembrandt)        | Beta    | Luglio-Agosto 1996 | 2.0                           |
| Red Hat Linux 4 (Colgate)            | Stabile | 3 ottobre 1996     | 2.0.18                        |
| Red Hat Linux 4.1 (Vanderbilt)       | Bug fix | 3 febbraio 1997    | 2.0.27                        |
| Red Hat Linux 4.2 (Biltmore)         | Stabile | 19 maggio 1997     | 2.0.30-2                      |
| Red Hat Linux 4.8 (Thunderbird)      | Beta    | 27 agosto 1997     | ?                             |
| Red Hat Linux 4.9 (Mustang)          | Beta    | 7 novembre 1997    | ?                             |
| Red Hat Linux 5 (Hurricane)          | Stabile | 1º dicembre 1997   | 2.0.32-2                      |
| Red Hat Linux 5.1 (Manhattan)        | Stabile | 22 maggio 1998     | 2.0.34-0.6                    |
| Red Hat Linux 5.2 (Apollo)           | Stabile | 2 novembre 1998    | 2.0.36-0.7                    |
| Red Hat Linux 5.9 (Starbuck)         | Beta    | 17 marzo 1999      | ?                             |
| Red Hat Linux 6 (Hedwig)             | Stabile | 26 aprile 1999     | 2.2.5-15                      |
| Red Hat Linux 6.0.50 (Lorax)         | Beta    | 6 settembre 1999   | ?                             |
| Red Hat Linux 6.1 (Cartman)          | Stabile | 4 ottobre 1999     | 2.2.12-20                     |
| Red Hat Linux 6.1.92 (Piglet)        | Beta    | 9 febbraio 2000    | ?                             |
| Red Hat Linux 6.2 (Zoot)             | Stabile | 3 aprile 2000      | 2.2.14-5.0                    |
| Red Hat Linux 6.9.5 (Pinstripe)      | Beta    | 31 luglio 2000     | ?                             |
| Red Hat Linux 7 (Guinness)           | Stabile | 25 settembre 2000  | 2.2.16-22                     |
| Red Hat lLinux 7.0.91 (Wolverine)    | Beta    | 21 febbraio 2001   | ?                             |
| Red Hat Linux 7.1 (Seawolf)          | Stabile | 16 aprile 2001     | 2.4.2-2                       |
| Red Hat Linux 7.1.93 (Roswell)       | Beta    | 2 agosto 2001      | ?                             |
| Red Hat Linux 7.2 (Enigma)           | Stabile | 22 ottobre 2001    | 2.4.7-10                      |
| Red Hat Linux 7.2.91 (Skipjack)      | Beta    | 22 March 2002      | ?                             |
| Red Hat Linux 7.3 (Valhalla)         | Stabile | 6 maggio 2002      | 2.4.18-3                      |
| Red Hat Linux 7.3.29 (Limbo)         | Beta    | 4 luglio 2002      | ?                             |
| Red Hat Linux 8 (Psyche)             | Stabile | 30 settembre 2002  | 2.4.18-14                     |
| Red Hat Linux 9 (Shrike)             | Stabile | 31 marzo 2003      | 2.4.20-8                      |
| Red Hat Linux 9.0.93 (Severn)        | Beta    | 21 luglio 2003     |                               |

## Relazioni con Fedora
Red Hat Linux fu originariamente sviluppato esclusivamente all'interno della Red Hat con il solo feedback raccolto dagli utenti che giungevano con bugs e contributi rispettivamente da correggere o da includere nei pacchetti software. Questo è cambiato nel corso del 2003 quando Red Hat Linux è stato fuso con il progetto Fedora, basato sull'omonima comunità.